# Европско првенство у фудбалу до 21 године 2019.
Европско првенство у фудбалу до 21 године (познато и као УЕФА Европско омладинско првенство 2019.) је било 22. издање УЕФА Европског првенства до 21 године (25. издање ако је укључено и доба млађе од 23 године), који организује Међународна омладинска фудбалска заједница УЕФА за мушке групе до 21. године у Европи. Домаћин финалног турнира је била Италија (а неких утакмица и Сан Марино) средином 2019. године, након што је извршни одбор УЕФА изабрао њихову кандидатуру 9. децембра 2016. године у Ниону, у Швајцарској.
Укупно 12 репрезентација је учествовало на овом турниру, са играчима рођеним 1. јануара 1996. или касније.
Као и претходна првенства до 21 године која су се одржавала годину дана пре Олимпијаде, овај турнир је служио као европски квалификациони турнир за Олимпијске игре 2020. Четири најбоља тима тј. полуфиналисти су се пласирали из Европе на Олимпијске игре 2020. у Токију, у Јапану, где ће их представљати играчи до 23. године, с тим што ће само тројици играча од 23. година бити допуштено да играју за једну омладинску репрезентацију. По први пут се користила ВАР технологија на Европском првенству за младе до 21. године.
Немачка је бранила титулу.

## Избор домаћина
Фудбалски савез Италије је потврдио да ће Италија понудити да буде домаћин турнира 2019. године, такође је и Фудбалски савез Сан Марина укључен у домаћинство турнира 2019. Италија и Сан Марино су именовани за домаћине на састанку Извршног одбора УЕФА у Ниону 9. децембра 2016. године.

## Дворане
Дана 9. децембра 2016. године, Фудбалски савез Италије је одабрао места одржавања турнира (укључујући једно у Сан Марину):
- Стадион Ренато Дал'Ара, Болоња, Италија
- Стадион Чита дел Триколоре, Сасуоло - Ређо Емилија, Италија
- Стадион Дино Мануци, Чезена, Италија
- Стадион Нерео Роко, Трст, Италија
- Стадион Фријули, Удине, Италија
- Стадион Олимпико Серавале, Серавале, Сан Марино

| БолоњаРеђо ЕмилијаЧезенаТрстУдинеСеравале | Болоња                 | Ређо Емилија               | Чезена                    |
| ----------------------------------------- | ---------------------- | -------------------------- | ------------------------- |
| БолоњаРеђо ЕмилијаЧезенаТрстУдинеСеравале | Стадион Ренато Дал'Ара | Стадион Чита дел Триколоре | Стадион Дино Мануци       |
| БолоњаРеђо ЕмилијаЧезенаТрстУдинеСеравале | Капацитет: 38.279      | Капацитет: 21.584          | Капацитет: 20.198         |
| БолоњаРеђо ЕмилијаЧезенаТрстУдинеСеравале |                        |                            |                           |
| БолоњаРеђо ЕмилијаЧезенаТрстУдинеСеравале | Трст                   | Удине                      | Серавале                  |
| БолоњаРеђо ЕмилијаЧезенаТрстУдинеСеравале | Стадион Нерео Роко     | Стадион Фријули            | Стадион Олимпико Серавале |
| БолоњаРеђо ЕмилијаЧезенаТрстУдинеСеравале | Капацитет: 28.565      | Капацитет: 25.144          | Капацитет: 6.664          |
| БолоњаРеђо ЕмилијаЧезенаТрстУдинеСеравале |                        |                            |                           |

## Квалификације
Свих 55 земаља УЕФА ушло је у такмичење, са домаћинима Италијом који су се аутоматски квалификовали на финални турнир (други ко-домаћин Сан Марино се неје квалификовао аутоматски), остала 54 тима су се такмичила у квалификацијама да би се одредило осталих 11 репрезентација које ће учествовати на финалном турниру. Квалификационо такмичење, које је одржано од марта 2017. до новембра 2018. године, састојало се од два круга:
- Квалификациона група: 54 екипе су биле смештене у девет група од по шест тимова. У свакој групи играло се по формату домаћин-гост. Девет победника група се директно квалификовало на Европско првенство, док  су четири најбољепласирана другопласирана тима из група (не рачунајући резултате против шестопласираних тимова у групи) ишла у Плеј-оф.
- Плеј-оф: Четири екипе су подељене у две групе су одиграле полуфиналне мечеве. Победници из полуфиналних мечева су се пласирали на Европско првенство.

### Квалификоване репрезентације
Следеће репрезентације су се квалификовале на финални турнир.
| Репрезентација | Квалификовани као        | Датум квалификације | Укупно наступа | Последњи наступ       | Најбољи пласман                                |
| -------------- | ------------------------ | ------------------- | -------------- | --------------------- | ---------------------------------------------- |
| Италија        | Домаћин                  | 9. децембар 2016    | 20             | 2017 (полуфинале)     | Шампион (1992, 1994, 1996, 2000, 2004)         |
| Шпанија        | Победник групе 2         | 6. септембар 2018   | 14             | 2017 (другопласирани) | Шампион (1986, 1998, 2011, 2013)               |
| Француска      | Победник групе 9         | 7. септембар 2018   | 9              | 2006 (полуфинале)     | Шампион (1988)                                 |
| Енглеска       | Победник групе 4         | 11. октобар 2018    | 15             | 2017 (полуфинале)     | Шампион (1982, 1984)                           |
| Србија         | Победник групе 7         | 12. октобар 2018    | 11             | 2017 (групна фаза)    | Шампион (1978)                                 |
| Немачка        | Победник групе 5         | 12. октобар 2018    | 12             | 2017 (шампион)        | Шампион (2009, 2017)                           |
| Хрватска       | Победник групе 1         | 15. октобар 218     | 3              | 2004 (групна фаза)    | Групна фаза (2000, 2004)                       |
| Данска         | Победник групе 3         | 16. октобар 2018    | 8              | 2017 (групна фаза)    | Полуфиналиста (1992, 2015)                     |
| Белгија        | Победник групе 6         | 16. октобар 2018    | 3              | 2007 (полуфинале)     | Полуфиналисти (2007)                           |
| Румунија       | Победник групе 8         | 16. октобар 2018    | 2              | 1998 (четвртфинале)   | Четвртфиналисти (1998)                         |
| Пољска         | Победник у Плеј-оф рунди | 20. новембар 2018   | 7              | 2017 (групна фаза)    | Четвртфиналисти (1982, 1984, 1986, 1992, 1994) |
| Аустрија       | Победник у Плеј-оф рунди | 20. новембар 2018   | 1              | —                     | Дебитанти                                      |

## Екипе
Свака репрезентација мора да има екипу састављену од најмање 23 играча, од којих 3 морају бити голмани. Ако је играч повређен или болестан довољно озбиљно да спречи своје учешће на турниру, пре почетка меча свог тима, може га заменити други играч.

## Групе

### Жреб
Жреб за финални турнир је одржан 23. новембра 2018. у 18:00 CET (UTC+1) у седишту фирме Ламборгини у италијанском селу Сант'Агата Болоњезе., а водио га је амбасадор турнира Андреа Пирло који је са Италијом освојио овај турнир 2000. године.
12 тимова је подељено у три групе од по четири репрезентација. Домаћини Италија је смештена у групу А на позицију 1, док су остали тимови били распоређени према рангирању коефицијента након завршетка квалификационе фазе, израчунати на основу следећег:
- Европско првенство у фудбалу до 21 године 2015. финални турнир и Квалификације за Европско првенство у фудбалу до 21 године 2015. (20%)
- Европско првенство у фудбалу до 21 године 2017. финални турнир и Квалификације за Европско првенство у фудбалу до 21 године 2015. (40%)
- Квалификације за Европско првенство у фудбалу до 21 године 2019. (само у групној фази) (40%)

### Шешири
У свакој групи је домаћин или једна екипа из Шешира 1 (која је била повучена на позицију Б1 или Ц1), и један тим из Шешира 2 и два тима из Шешира 3 (који су били повучени на било коју позицију 2-4 у групама). Шешири за извлачење су следећи:
| Репрезентација |
| -------------- |
| Италија        |

| Репрезентација | Коеф.  |
| -------------- | ------ |
| Немачка        | 39,913 |
| Енглеска       | 37,946 |

| Репрезентација | Коеф.  |
| -------------- | ------ |
| Шпанија        | 37,774 |
| Данска         | 35,533 |
| Француска      | 35,182 |

| Team     | Коеф.  |
| -------- | ------ |
| Србија   | 33,083 |
| Хрватска | 32,952 |
| Белгија  | 32,122 |
| Аустрија | 31,767 |
| Пољска   | 30,946 |
| Румунија | 29,259 |

### Групе
| Група А                                  | Група Б                        | Група Ц                              |
| ---------------------------------------- | ------------------------------ | ------------------------------------ |
| Италија (домаћин) Шпанија Пољска Белгија | Немачка Данска Србија Аустрија | Енглеска Француска Румунија Хрватска |

## Групна фаза
Победници група се пласирају у полуфинале, а после одигране групне фазе се ствара табела другопласираних из које најбољепласирани пролази у полуфинале нокаут фазе-елиминационе фазе.

### Правила
У случају нерешеног резултата:
У групној фази, тимови се рангирају према бодовима (3 бода за победу, 1 бод за нерешен исход, 0 бодова за пораз) и ако су везани за бодове, примењују се следећи критеријуми, у датом редоследу (Чланови 18.01 и 18.02):
1. Освојени бодови;
2. Међусобни скор (мечеви између тимова који имају идентичан број бодова);
3. Гол разлика у мечевима између тимова;
4. Голови постигнути у мечевима између та два или више тимова;
5. Укупна гол разлика ;
6. Укупно постигнутих голова;
7. Шутеви са пенала само ако два тима имају исти број бодова;
8. Дисциплински бодови (црвени картон=3 бода, жути картон=1 бод, искључење због два жута картона=3 бода);
9. Позиција у УЕФА рангирању коефицијента националног тима до 21 године .

- Сва времена су локална CEST (UTC+2).[14]
- Легенда:

### Група А
|    | Табела групе А | И | Д | Н | И | ДГ | ПГ | ГР | Бод. |
| -- | -------------- | - | - | - | - | -- | -- | -- | ---- |
| 1. | Шпанија (П)    | 3 | 2 | 0 | 1 | 8  | 4  | +4 | 6    |
| 2. | Италија (Д)    | 3 | 2 | 0 | 1 | 6  | 3  | +3 | 6    |
| 3. | Пољска (Е)     | 3 | 2 | 0 | 1 | 4  | 7  | -3 | 6    |
| 4. | Белгија (Е)    | 3 | 0 | 0 | 3 | 4  | 8  | -4 | 0    |

| Пољска                                     | 3:2      | Белгија              |
| ------------------------------------------ | -------- | -------------------- |
| Журковски 26’ · Бијелик 52’ · Шимански 79’ | Извештај | Исека 16’ · Колс 84’ |

| Италија                               | 3:1      | Шпанија    |
| ------------------------------------- | -------- | ---------- |
| Кјеза 36’, 64’ · Пелегрини 82’ (пен.) | Извештај | Себаљос 9’ |

| Шпанија               | 2:1      | Белгија    |
| --------------------- | -------- | ---------- |
| Олмо 7’ · Форналс 89’ | Извештај | Борнау 24’ |

| Италија | 0:1      | Пољска      |
| ------- | -------- | ----------- |
|         | Извештај | Бијелик 40’ |

| Белгија      | 1:3      | Италија                              |
| ------------ | -------- | ------------------------------------ |
| Вершарен 79’ | Извештај | Барела 44’ · Кутроне 53’ · Кјеза 89’ |

| Шпанија                                                                     | 5:0      | Пољска |
| --------------------------------------------------------------------------- | -------- | ------ |
| Пабло Форналс 17’ · Орјазабал 35’ · Фабијан 39’ · Себаљос 71’ · Мајорал 90’ | Извештај |        |

- (Д) - домаћин
- (П) - пролазак даље
- (Е) - елиминација

### Група Б
|    | Табела групе Б | И | Д | Н | И | ДГ | ПГ | ГР | Бод. |
| -- | -------------- | - | - | - | - | -- | -- | -- | ---- |
| 1. | Немачка (П)    | 3 | 2 | 1 | 0 | 10 | 3  | +7 | 7    |
| 2. | Данска (П)     | 3 | 2 | 0 | 1 | 6  | 4  | +2 | 6    |
| 3. | Аустрија (Е)   | 3 | 1 | 1 | 1 | 4  | 4  | 0  | 4    |
| 4. | Србија (Е)     | 3 | 0 | 0 | 3 | 1  | 10 | -9 | 0    |

| Србија | 0:2      | Аустрија              |
| ------ | -------- | --------------------- |
|        | Извештај | Волф 37’ · Хорват 78’ |

| Немачка                        | 3:1      | Данска          |
| ------------------------------ | -------- | --------------- |
| Рихтер 28’, 52’ · Валдшмит 65’ | Извештај | Сков 73’ (пен.) |

| Данска                          | 3:1      | Аустрија    |
| ------------------------------- | -------- | ----------- |
| Педерсен 33’, 77’ · Олсен 90+3’ | Извештај | Линхарт 47’ |

| Немачка                                                      | 6:1      | Србија              |
| ------------------------------------------------------------ | -------- | ------------------- |
| Рихтер 16’ · Валдшмит 30’, 37’, 80’ · Дауд 69’ · Мајер 90+2’ | Извештај | Живковић 85’ (пен.) |

| Аустрија         | 1:1      | Немачка      |
| ---------------- | -------- | ------------ |
| Дансо 24’ (пен.) | Извештај | Валдшмит 14’ |

| Данска                          | 2:0      | Србија |
| ------------------------------- | -------- | ------ |
| Брун Ларсен 21’ · Расмунсен 51’ | Извештај |        |

### Група Ц
|    | Табела групе Ц | И | Д | Н | И | ДГ | ПГ | ГР | Бод. |
| -- | -------------- | - | - | - | - | -- | -- | -- | ---- |
| 1. | Румунија (П)   | 3 | 2 | 1 | 0 | 8  | 3  | +5 | 7    |
| 2. | Француска (П)  | 3 | 2 | 1 | 0 | 3  | 1  | +2 | 7    |
| 3. | Енглеска (Е)   | 3 | 0 | 1 | 2 | 6  | 9  | -3 | 1    |
| 4. | Хрватска (Е)   | 3 | 0 | 1 | 2 | 4  | 8  | -4 | 1    |

| Румунија                                                | 4:1      | Хрватска   |
| ------------------------------------------------------- | -------- | ---------- |
| Пушкаш 11’ (пен.) · Хаги 14’ · Балута 66’ · Петре 90+3’ | Извештај | Влашић 18’ |

| Енглеска  | 1:2      | Француска                          |
| --------- | -------- | ---------------------------------- |
| Фоден 54’ | Извештај | Иконе 89’ · Ван-Бисака 90+5’ (аг.) |

| Енглеска               | 2:4      | Румунија                                        |
| ---------------------- | -------- | ----------------------------------------------- |
| Греј 79’ · Абрахам 87’ | Извештај | Пушкаш 76’ (пен.) · Хаги 85’ · Коман 89’, 90+3’ |

| Француска  | 1:0      | Хрватска |
| ---------- | -------- | -------- |
| Дембеле 8’ | Извештај |          |

| Хрватска                      | 3:3      | Енглеска                                   |
| ----------------------------- | -------- | ------------------------------------------ |
| Брекало 39’, 82’ · Влашић 62’ | Извештај | Нелсон 11’ (пен.) · Медисон 48’ · Кени 70’ |

| Француска | 0:0      | Румунија |
| --------- | -------- | -------- |
|           | Извештај |          |

### Табела другопласираних репрезентација
|    |   | Табела другопласираних репрезентација | И | Д | Н | И | ДГ | ПГ | ГР | Бод. |
| -- | - | ------------------------------------- | - | - | - | - | -- | -- | -- | ---- |
| 1. | Ц | Француска                             | 3 | 2 | 1 | 0 | 3  | 1  | +2 | 7    |
| 2. | А | Италија                               | 3 | 2 | 0 | 1 | 6  | 3  | +3 | 6    |
| 3. | Б | Данска                                | 3 | 2 | 0 | 1 | 6  | 4  | +2 | 6    |

- Легенда:

- Напомена: У случају да Енглеска, која није члан Међународног олимпијског комитета и због тога није подобна за Олимпијаду, напредује у полуфинале, олимпијско доигравање ће се играти између двеју другопласираних репрезентација, не квалификујући се за полуфинале, да би се одлучио последњи УЕФА тим који се квалификује за Летњу олимпијаду 2020.[13]
- Утакмице полуфинала зависе од тога која се другопласирана репрезентација квалификује (Члан 17.02 Правилника):[3]

| Најбољи другопласирани тим | Најбоље другопласирани мечеви | Друго полуфинале                    |
| -------------------------- | ----------------------------- | ----------------------------------- |
| Група А                    | Победник Групе Б              | Победник Групе А — Победник Групе Ц |
| Група Б                    | Победник Групе А              | Победник Групе Б — Победник Групе Ц |
| Група Ц                    | Победник Групе А              | Победник Групе Б — Победник Групе Ц |

## Елиминациона фаза
|  | Полуфинале             | Полуфинале |                 |   | Финале | Финале |
|  |                        |            |                 |   |        |        |
|  | 27. јун — Болоња       |            |                 |   |        |        |
|  |                        |            |                 |   |        |        |
|  | Шпанија                | 4          |                 |   |        |        |
|  | Шпанија                | 4          | 30. јун — Удине |   |        |        |
|  | Француска              | 1          |                 |   |        |        |
|  | Француска              | 1          | Шпанија         | 2 |        |        |
|  | 27. јун — Ређо Емилија |            | Шпанија         | 2 |        |        |
|  |                        | Немачка    | 1               |   |        |        |
|  | Немачка                | Немачка    | 1               | 4 |        |        |
|  | Немачка                |            |                 | 4 |        |        |
|  | Румунија               | 2          |                 |   |        |        |
|  | Румунија               | 2          |                 |   |        |        |

## Полуфинале
| Шпанија                                                         | 4:1      | Француска         |
| --------------------------------------------------------------- | -------- | ----------------- |
| Марк Јока 28’ · Орјазабал 45+5’ (пен.) · Олмо 47’ · Мајорал 67’ | Извештај | Матета 16’ (пен.) |

| Немачка                                     | 4:2      | Румунија               |
| ------------------------------------------- | -------- | ---------------------- |
| Амири 21’, 90+4’ · Валдшмит 51’ (пен.), 90’ | Извештај | Пушкаш 26’ (пен.), 44’ |

## Финале
| Шпанија               | 2:1      | Немачка   |
| --------------------- | -------- | --------- |
| Фабијан 7’ · Олмо 69’ | Извештај | Амири 88’ |

## Репрезентације које су се квалификовале на Олимпијске игре
Следеће четири репрезентације су се квалификовале на турнир у фудбалу на Олимпијским играма 2020.
| Репрезентација | Датум квалификације | Претходни наступ на ОИ1                                                     |
| -------------- | ------------------- | --------------------------------------------------------------------------- |
| Шпанија        | 22. јун 2019.       | 10 (1920, 1924, 1928, 1968, 1976, 1980, 1992, 1996, 2000, 2012)             |
| Немачка        | 23. јун 2019.       | 9 (1912, 1928, 1936, 1952, 1956, 1972, 1984, 1988, 2016)                    |
| Румунија       | 24. јун 2019.       | 3 (1924, 1952, 1964)                                                        |
| Француска      | 24. јун 2019.       | 12 (1900, 1908, 1920, 1924, 1928, 1948, 1952, 1960, 1968, 1976, 1984, 1996) |

1 Подебљано означава шампиона за ту годину. Укошено означава домаћине за ту годину.

## Коначне позиције
| Поз                             | Тим       | Г | ИГ | П | Н | И | ГД | ГП | ГР | Бод. |
| ------------------------------- | --------- | - | -- | - | - | - | -- | -- | -- | ---- |
| Финале                          |           |   |    |   |   |   |    |    |    |      |
| 1                               | Шпанија   | А | 5  | 4 | 0 | 1 | 14 | 6  | +8 | 12   |
| 2                               | Немачка   | Б | 5  | 3 | 1 | 1 | 15 | 7  | +8 | 10   |
| Елиминисани у полуфиналу        |           |   |    |   |   |   |    |    |    |      |
| 3                               | Румунија  | Ц | 4  | 2 | 1 | 1 | 10 | 7  | +3 | 7    |
| 4                               | Француска | Ц | 4  | 2 | 1 | 1 | 4  | 5  | -1 | 7    |
| Елиминисани у поретку на табели |           |   |    |   |   |   |    |    |    |      |
| 5                               | Италија   | А | 3  | 2 | 0 | 1 | 6  | 3  | +3 | 6    |
| 6                               | Данска    | Б | 3  | 2 | 0 | 1 | 6  | 4  | +2 | 6    |
| Елиминисани у групној фази      |           |   |    |   |   |   |    |    |    |      |
| 7                               | Пољска    | А | 3  | 2 | 0 | 1 | 4  | 7  | -3 | 6    |
| 8                               | Аустрија  | Б | 3  | 1 | 1 | 1 | 4  | 4  | 0  | 4    |
| 9                               | Енглеска  | Ц | 3  | 0 | 1 | 2 | 6  | 9  | -3 | 1    |
| 10                              | Хрватска  | Ц | 3  | 0 | 1 | 2 | 4  | 8  | -4 | 1    |
| 11                              | Белгија   | А | 3  | 0 | 0 | 3 | 4  | 8  | -4 | 0    |
| 12                              | Србија    | Б | 3  | 0 | 0 | 3 | 1  | 10 | -9 | 0    |